# Suite pour cordes : « Du Temps de Holberg »
La Suite Holberg, Op. 40, plus précisément Du temps de Holberg, Suite dans le style ancien, op. 40 (en norvégien : Fra Holbergs tid, Suite i gammel stil) est une suite instrumentale en cinq mouvements en sol majeur écrite par Edvard Grieg en 1884 afin de célébrer le bicentenaire de la naissance du dramaturge et auteur danois Ludvig Holberg, né en 1684 dans la même ville que Grieg, Bergen en Norvège. L'œuvre présente un découpage proche des structures habituelles dans ce type de forme musicale, telles que le XVIIIe siècle les avait largement pratiquées :
1. Praeludium (Allegro vivace) (Sol Maj)
2. Sarabande (Andante) (Sol Maj)
3. Gavotte (Allegretto) (Sol Maj)
4. Air (Andante religioso) (Sol Min)
5. Rigaudon (Allegro con brio) (Sol Maj)

Quoique l'œuvre ait été écrite à l'origine pour piano (instrument dont Grieg était virtuose), de nos jours la version la plus célèbre de cette Suite est la transcription pour orchestre de cordes effectuée par Grieg lui-même. On remarquera sans difficulté les analogies entre cette musique et certaines suites baroques de Jean-Sébastien Bach, contemporain de Holberg, ainsi que les accents folkloriques norvégiens particulièrement présents dans le rigaudon, éléments essentiels dans l'œuvre de Grieg.